# Hohl Griesbusch
Die Hohl Griesbusch ist ein flächenhaftes Naturdenkmal in der Gemeinde Otzberg, Gemarkung Ober-Klingen, im Landkreis Darmstadt-Dieburg, Südhessen. Es wurde durch Verordnung vom 27. Mai 1959 wegen seiner geologischen und ornithologischen Bedeutung unter Schutz gestellt.

## Lage

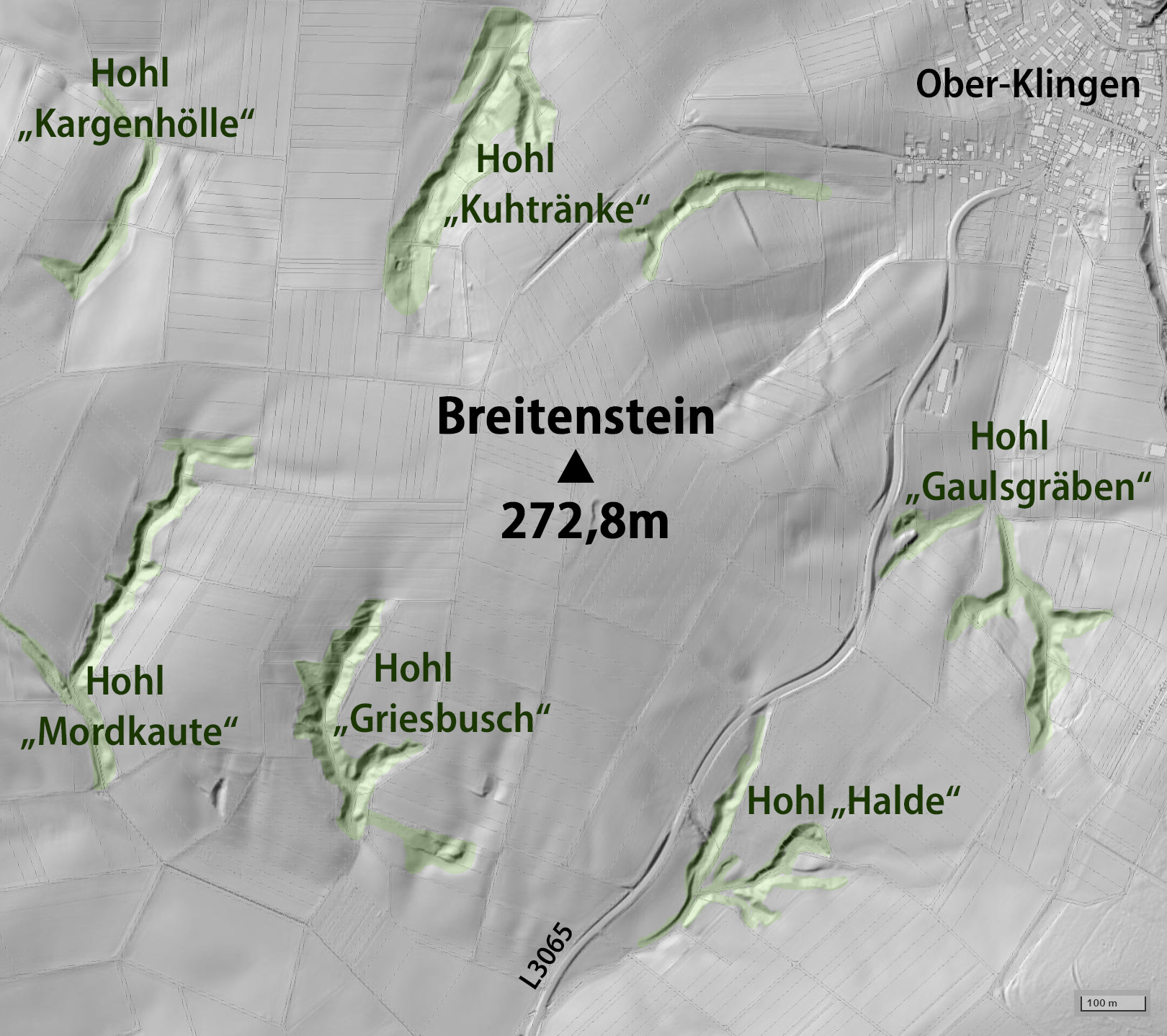
Die „Klinger Rechen“ am Breitenstein

Das Naturdenkmal Hohl „Griesbusch“ liegt im Naturraum Reinheimer Hügelland im Teilgebiet 231.13 Südliche Reinheimer Buckel. Es befindet sich etwa 1,5 Kilometer südwestlich von Ober-Klingen, in offener Feldflur. Die umgebenden Ackerflächen reichen bis an den Rand der bewaldeten Schlucht heran.

### Klinger Rechen
Rund um den durch Vulkanismus entstandenen Breitenstein befinden sich insgesamt sechs naturgeschützte Schluchten. Sie sind in der Region auch als Klinger Rechen bekannt. Ihr Ursprung wird auf Auswaschungen des Löss-Bodens durch Grund- und Oberflächenwasser zurückgeführt. Die Schluchten rund um den Breitenstein sind:
- Hohl Kuhtränke
- Hohl Gaulsgräben
- Hohl Halde
- Hohl Griesbusch
- Hohl Mordkaute
- Hohl Kargenhölle

## Beschreibung, Flora und Fauna
Die in den Löss eingeschnittene Schlucht „Hohl Griesbusch“ verläuft annähernd in Süd-Nord-Richtung. Die mit Gehölzen bewachsene Schlucht ist etwa 30 bis 40 Meter breit und acht Meter tief. Ihr westlicher Hauptgraben ist circa 400 Meter lang, im Süden zweigt ein 110 Meter langer Seitengraben nach Nordosten ab. An der Verzweigung öffnet sich der Graben zu einem weiten Kessel mit lichterem Baumbewuchs. Noch im 18. Jahrhundert verlief am Grund der Hohl ein Wassergraben, heute führt durch das trockene Tal nur noch nach starken Niederschlägen ein kleines Rinnsal.
Im Grabensystem wachsen viele Vogel-Kirschen, dazwischen Stieleichen, Rotbuchen und Haselsträucher, an der Verzweigung vereinzelt auch standortfremde Fichten. Am Rand finden sich Gebüsche aus Schlehdorn und Schwarzem Holunder, die teilweise von Gewöhnlicher Waldrebe überwachsen sind.
In der Krautschicht gedeihen Waldpflanzen wie Scharbockskraut, Buschwindröschen, März-Veilchen, Echte Nelkenwurz, Waldmeister, Gundermann, Einbeere, Große Brennnessel und Großes Hexenkraut. An den Hängen existierten bis zu den 1990er Jahren noch einzelne Vorkommen von Orchideen, die inzwischen als erloschen gelten. Stellenweise gibt es kleine Restflächen von trockenem, magerem Grünland, dort wachsen unter anderem Taubenkropf-Leimkraut, Kriechende Hauhechel, Acker-Witwenblume, Große Fetthenne, Gemeiner Odermennig, Hopfenklee, Kleinblütige Königskerze und Blutroter Storchschnabel.
Die Gehölzbestände bilden in der offenen Agrarlandschaft ein wichtiges Rückzugsgebiet für Rehe und kleinere Säugetiere. Besondere Bedeutung hat das Naturdenkmal für die Vogelwelt: 40 Brutvogelarten wurden hier beobachtet. Als Arten der Roten Liste brüten unregelmäßig Rebhuhn, Turteltaube und Pirol. Außerdem kommen unter anderem Grünspecht, Nachtigall, Grauschnäpper, Gartenrotschwanz und Grasmückenarten vor. Im Gebiet wurden 269 Schmetterlingsarten nachgewiesen, darunter 20 gefährdete Arten. Auch die Wespenspinne und die Veränderliche Krabbenspinne leben im Bereich des Naturdenkmals.

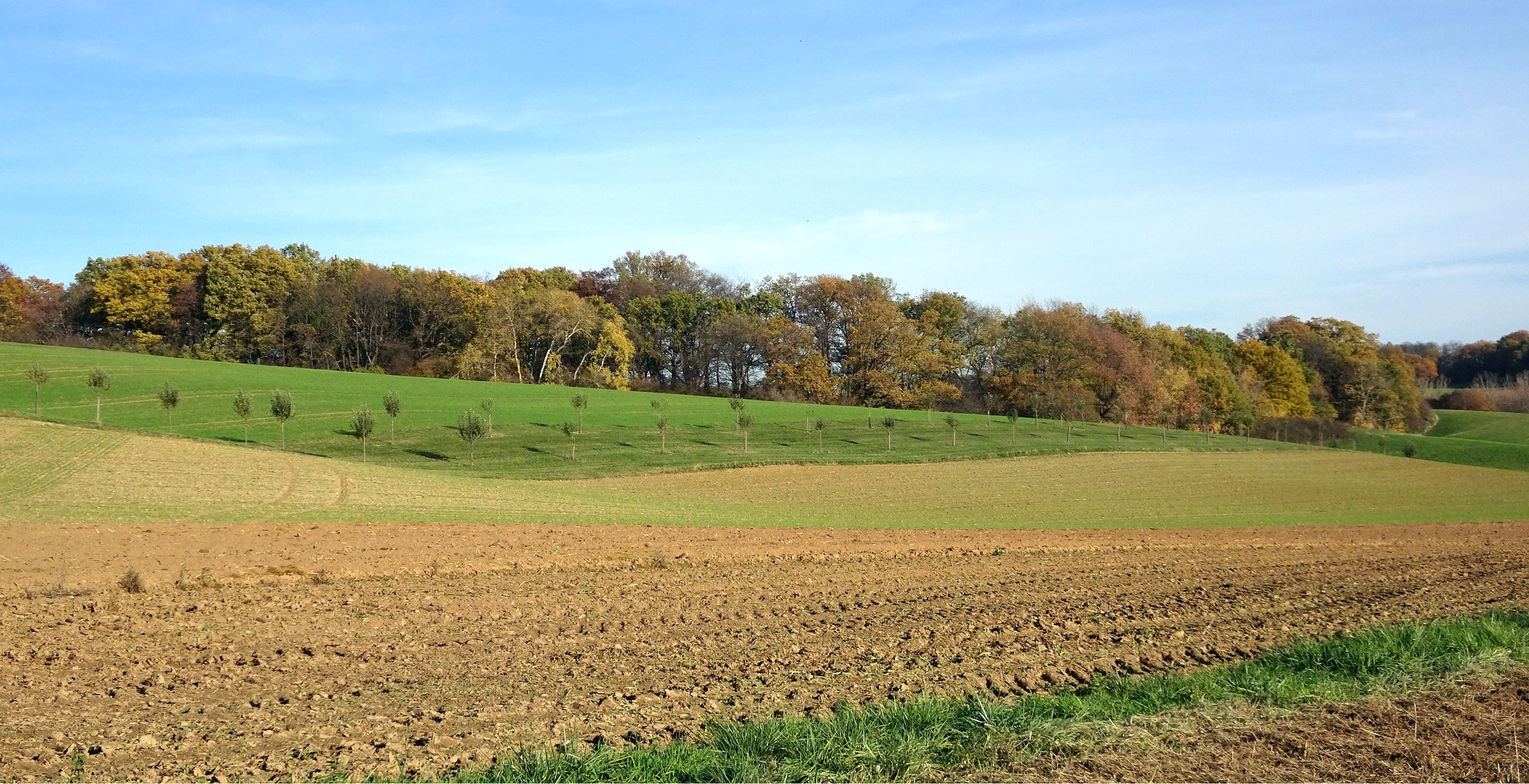
Hohl Griesbusch von Südwesten (2020)
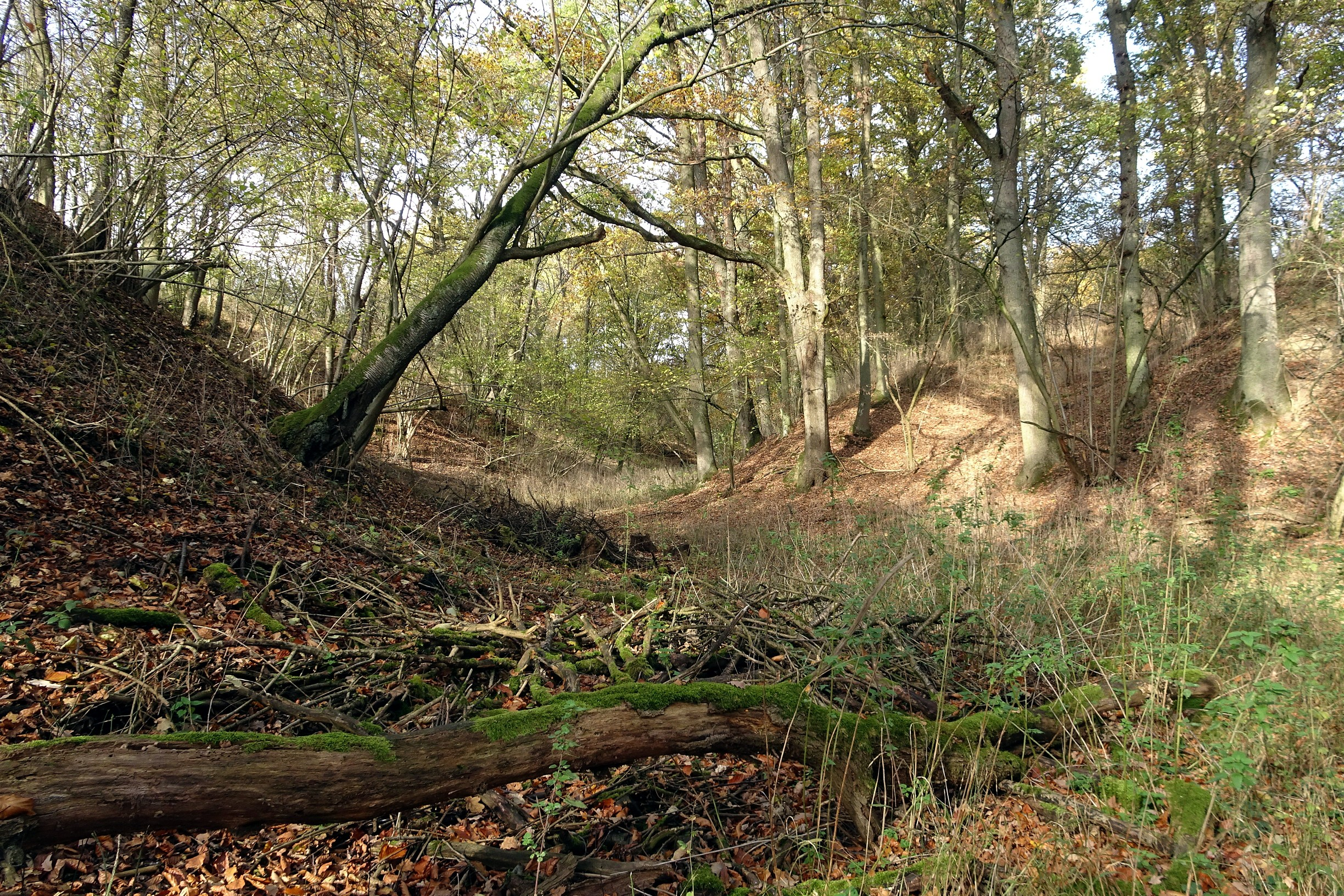
Breiter Kessel an der Verzweigung der Hohl (2020)
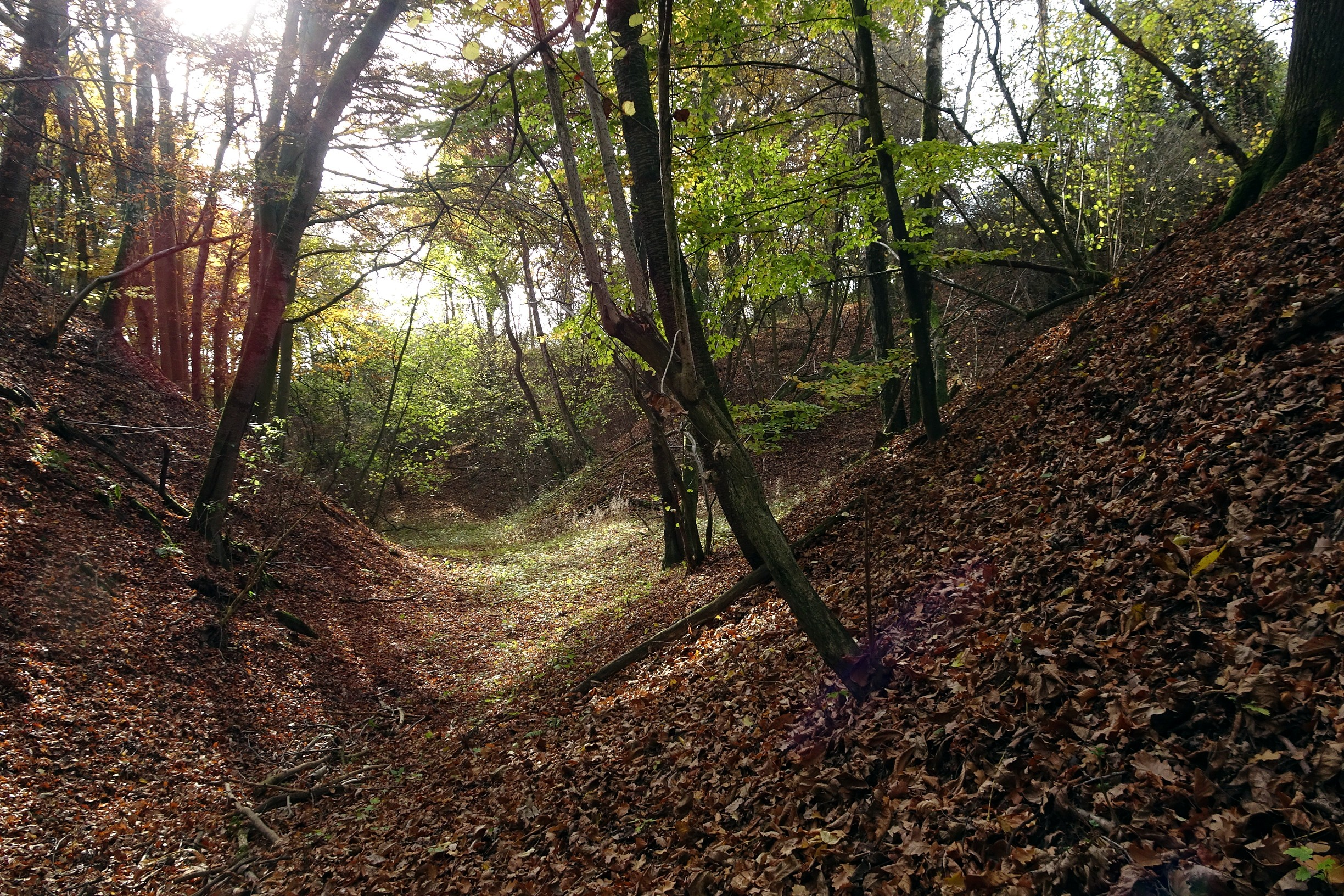
Im westlichen Graben (2020)
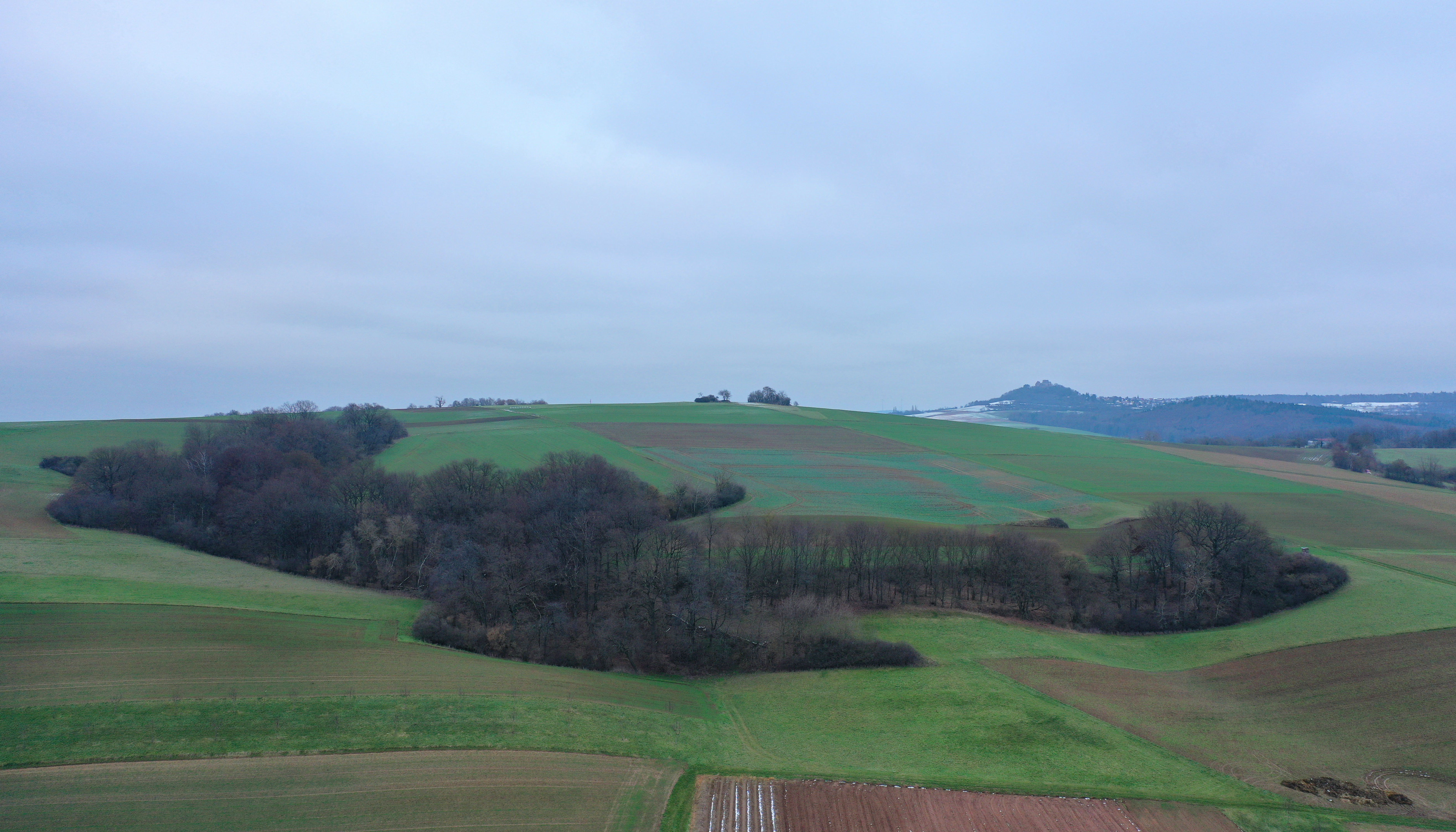
Luftbild Hohl Griesbusch und Breitenstein (2023)